# Test di inibizione dell'emoagglutinazione
Il  test di inibizione dell'emoagglutinazione (in inglese hemagglutination assay) è una prova sierologica utilizzata in campo medico per identificare alcuni virus in grado di provocare il fenomeno dell'agglutinazione del sangue.
Questi virus hanno sulla superficie le cosiddette emoagglutinine, recettori in grado di legarsi alla superficie dei globuli rossi (i quali sono cellule sensibili ma non permissive).
La prova si basa sull'uso di anticorpi in grado di legarsi alle emoagglutinine del virus e impedire al virus di legarsi ai globuli rossi.

## Test di emoagglutinazione

### Strumenti per il test
- Siero contenente anticorpi in grado di reagire in modo specifico con le emoagglutinine di un determinato virus
- Virus da ricercare o identificare che sia in grado di dare emoagglutinazione (es.virus influenzale)
- Globuli rossi che presentino recettori per il virus

### Verifica
- Se il virus si lega agli anticorpi specifici, non potrà legarsi ai globuli rossi e non ci sarà emogglutinazione. Nella provetta si avrà quindi presenza di un "bottone rosso"  sul fondo della provetta.
- Se virus e anticorpo non si legano si avrà invece emoagglutinazione, quindi sedimento di globuli rossi.